# یولید
یولید (انگلیسی: Ulead Systems) شرکت نرم‌افزار تایوانی است، که در سال ۱۹۸۹ تأسیس شد.